# 小梅
小梅（こうめ）はロッテが製造・販売する梅味のキャンデー。1974年（昭和49年）発売開始。
2024年3月12日のリニューアル以前の袋入りのノーマルタイプには、小玉と大玉が混在した。小玉は甘味の梅味の飴「梅キャンディ」の中に「梅ペースト」と呼ばれる酸味のあるペーストが入っているのが特徴で、大きさは約直径1.5cm。大玉は、直径2.5cmと比較的大きい。小玉には梅パウダーがまぶされているが、大玉は酸味が強くなりすぎるのを避けるためパウダーは用いられておらず、小玉とくらべて甘い。
発売50周年となる2024年3月12日には大きくリニューアルがなされた。和歌山県産南高梅果汁の使用量が従来比で2倍となり、新たに梅肉パウダー 、梅ピューレが加えられるなどの変更があった一方で、特徴であった梅ペースト入りから単層構造のハードキャンディとなった。また前述の小玉、大玉の混在もなくなり同一サイズに統一された。
発売時よりコマーシャルに林静一によるイメージキャラクター「小梅ちゃん」を用いており、1982年（昭和57年）にはパッケージにも採用された。小梅ちゃんには、明治生まれの15歳であることなどのプロフィール公式の話が設定されている。コマーシャルの内容についてもこだわられており、一貫して「報われない、切ない恋」を描き、二人が汽車での別れを描いた『雪国』編（1975年）がベニス国際広告映画際銅賞、クリオ賞アニメ部門特別賞を受賞している。
2013年6月には、早稲田大学商学部・恩蔵直人ゼミ内の研究の一環で、写真SNSアプリ「My365」とタイアップした「小梅×My365 みんなの恋フォトコンテスト」が行われた。

## キャラクター
小梅
シニヨンに梅の花の髪飾りを付けた少女。15歳。
母を早くに亡くし、一家の家事を担っている。植木職人の父がいる。
小彩
サラサラの黒髪ロングにリボンの髪飾りを付けた少女。
小春
おしゃまでしっかり者の少女。小梅の良き相談相手。
綾小路真
小梅の憧れの男性。綾小路家の息子。勤勉な人物でイギリス留学を希望していたが、家の財政が厳しくなり、ある高家の令嬢との政略結婚の話が出て悩む。
小夏
小麦肌でお転婆な少女の15歳。小梅の同い年。
小雪
小梅の妹みたいな存在の14歳の少女。雪の中で遊んでいて頬が紅いのが特徴的な存在。

## 公式ストーリー
小梅は亡き母に代わり一家の家事を担当しておりある日、植木職人の父に弁当を届けようと仕事先の綾小路家へ行き、そこの御曹司である真と恋に落ちる。お互い惹かれあっている事を察した父は身分違いの恋であることを理解させ身を引かせる。その頃、綾小路家では家の財政が厳しくなり真は高家の令嬢との政略結婚が持ち上がり、自らの夢であったイギリスへの留学を諦めるべきなのか思い悩む。

## 商品
- 姉妹商品
  - 小露-2006年に期間限定で発売された白葡萄味キャンディー。こちらのパッケージには初恋相手の綾小路真がイメージキャラクターである。[2]
- ロッテによる他シリーズ
  - 小夏ぐみ - 夏みかん味のグミ。
  - 小彩ぐみ - リンゴ味
  - 小雪ぐみ - 冬苺味
  - 小春ぐみ - 白桃味
- 他食品会社とのタイアップ
  - 小梅ソーダ -サントリーとの共同開発。

## 備考
- 伊集院光 深夜の馬鹿力で当商品のパロディコーナー『俺の小まん』というコーナーがあった。